# منطقة أبو ظبي
منطقة أبوظبي هي إحدى تقسيمات إمارة أبوظبي الثلاث وتتضمن أبوظبي وضواحيها، تعرف عادة بأبوظبي. تحد المنطقة شمالا سيح الشعيب باتجاه إمارة دبي وشرقا الختم على مشارف المنطقة الشرقية وتحدها غربا كل من الضبعية (النوف) وطريف باتجاه المنطقة الغربية وتكون تحت إشراف حاكم إمارة أبوظبي ومتابعة المجلس التنفيذي لأبوظبي.

## الجغرافيا والوصف
بالإضافة إلى مدينة وجزيرة أبو ظبي، تحتوي المنطقة على مستوطنات قريبة مثل الباهية ومصفح ومدينة خليفة ومدينة محمد بن زايد، والجزر القريبة مثل الأريام والسعديات. تقع مدينة خليفة بالقرب من مطار زايد الدولي، والمفرق ومصفح هي مناطق صناعية، حيث يوجد في الأخيرة ميناء بحري. وعلى هذا النحو، فإن المنطقة مهمة اقتصاديًا. المستوطنات:
- مدينة أبوظبي (المستوطنة الرئيسية)
- جزيرة أبو الأبيض
- الأريام
- البندر
- الباهية
- الفلاح
- جزيرة اللولو
- جزيرة الماريا
- الراحة
- الرحبة
- جزيرة الريم
- السمحة
- الشهامة
- الوثبة
- الشامخة
- مدينة بني ياس
- منطقة خليفة الصناعية
- ميناء خليفة
- مدينة مصدر
- ميناء زايد
- مصفح
- جزيرة السعديات
- جزيرة ياس